# Pieter van den Hoogenband Zwemstadion
Il Pieter van den Hoogenband Zwemstadion è un complesso sportivo dedicato agli sport acquatici situato ad Eindhoven, nei Paesi Bassi.
Si trova all'interno del Centro nautico nazionale di Tongelreep ed è stato intitolato all'ex nuotatore Pieter van den Hoogenband nel dicembre 2008.
Il complesso comprende una piscina di cinquanta metri, una da venticinque metri, una da allenamento di cinquanta metri e quattro corsie, oltre a numerosi impianti necessari per le competizioni di tuffi.
Ha ospitato le seguenti competizioni:
- Campionati europei di nuoto 2008, marzo 2008;
- Campionati mondiali di nuoto IPC 2010, agosto 2010;
- Campionati europei di nuoto in vasca corta 2010, novembre 2010;
- Campionati europei di pallanuoto 2012 (maschile e femminile), gennaio 2012;
- Campionati europei di tuffi e nuoto sincronizzato 2012, maggio 2012;
- Campionati europei di nuoto IPC 2014, agosto 2014.